# Angus Cloud
Conor Angus Cloud Hickey (Oakland, 10 de julho de 1998 — Oakland, 31 de julho de 2023) foi um ator norte-americano, mais conhecido por sua interpretação de Fezco na série de televisão da HBO Euphoria (2019–2022). Ele teve um pequeno papel no filme independente North Hollywood (2021). Cloud também apareceu em videoclipes de Noah Cyrus, Juice Wrld, Becky G e Karol G.

## Primeiros anos
Angus Cloud nasceu em Oakland, Califórnia, nos Estados Unidos, em 10 de julho de 1998; no entanto, a maioria de sua família residia na Irlanda, um país da Europa. Cloud foi o mais velho de seus irmãos; ele tinha irmãs gêmeas mais novas, chamadas Molly Hickey e Fiona Hickey. Ele frequentou a School of Production Design na Oakland School for the Arts, onde foi colega de classe de sua co-estrela de Euphoria, a atriz Zendaya.
Cloud revelou em uma entrevista ao jornal Variety em agosto de 2022 que sofreu "pequenos danos cerebrais" devido a uma queda grave quando era adolescente. A lesão resultou em uma cicatriz no lado esquerdo da cabeça.

## Carreira
Enquanto trabalhava no restaurante Woodlands perto do Barclays Center em Brooklyn, Nova Iorque, ele foi observado pela diretora de elenco do Euphoria, Jennifer Venditti, que ele inicialmente pensou que estava tentando enganá-lo. Ele interpretou Fezco na série. Antes de seu papel em Euphoria, Cloud nunca havia atuado, apenas no departamento de teatro de sua escola, construindo cenários e trabalhando em iluminação e som. Cloud também interpretou Walker no filme de comédia dramática North Hollywood.

## Morte
Cloud morreu em 31 de julho de 2023 aos 25 anos, na casa de sua família em Oakland, na Califórnia. O Corpo de Bombeiros de Oakland foi chamado para uma emergência médica, onde declararam Cloud "já falecido" na chegada. Cloud estava de luto pela perda de seu pai, em cujo funeral ele compareceu na Irlanda na semana anterior à sua própria morte.
Em setembro de 2023 foi revelado que a causa da morte do ator foi uma combinação letal de drogas e sofreu uma intoxicação aguda. Angus Cloud morreu de overdose acidental, decorrente de uma combinação letal de fentanil, cocaína, metanfetamina e outras substâncias. As informações foram divulgadas pelo site norte-americano TMZ. 

## Filmografia
| Ano  | Título                              | Papel         | Notas                            | Ref.   |
| ---- | ----------------------------------- | ------------- | -------------------------------- | ------ |
| 2021 | Norte de Hollywood                  | Andador       |                                  | [ 13 ] |
| 2023 | A linha                             | Robert DeWitt |                                  | [ 17 ] |
| 2024 | Filme Universal Monsters sem título | ASA           | Filmagem, lançamento póstumo     | [ 18 ] |
| ASA  | Contos bizarros                     | ASA           | Pós-produção, lançamento póstumo | [ 19 ] |
| ASA  | seu dia de sorte                    | ASA           | Pós-produção, lançamento póstumo | [ 17 ] |

| Ano       | Título                | Papel     | Notas                         | Ref.   |
| --------- | --------------------- | --------- | ----------------------------- | ------ |
| 2019–2022 | Euforia               | Fezco     | Papel principal, 16 episódios | [ 13 ] |
| 2019      | as mulheres perfeitas | Ele mesmo | Camafeu                       | [ 20 ] |

| Ano  | Título       | Artista           | Diretor       | Ref.   |
| ---- | ------------ | ----------------- | ------------- | ------ |
| 2020 | "All Three"  | Noah Cyrus        | Tyler Shields | [ 21 ] |
| 2022 | "Cigarettes" | Juice Wrld        | Steve Cannon  | [ 22 ] |
| 2022 | "Mamiii"     | Becky G e Karol G | Mike Ho       | [ 23 ] |